# Osvaldo Lara
Osvaldo Lara Cañizares (ur. 13 lipca 1955 w Hawanie, zm. 2 stycznia 2024) – kubański lekkoatleta, sprinter, medalista igrzysk panamerykańskich, olimpijczyk.

## Kariera sportowa
Był rezerwowym zawodnikiem kubańskiej sztafety 4 × 100 metrów na igrzyskach olimpijskich w 1976 w Montrealu. Zdobył srebrny medal w biegu na 200 metrów i brązowy medal w biegu na 100 metrów na mistrzostwach Ameryki Środkowej i Karaibów w 1977 w Xalapie. Na uniwersjadzie w 1977 w Sofii zdobył brązowy medal w biegu na 100 metrów. Startując w reprezentacji Ameryk zajął 3. miejsce w sztafecie 4 × 100 metrów w zawodach pucharu świata w 1977 w Düsseldorfie. Zdobył srebrne medale w biegu na 100 metrów i w sztafecie 4 × 100 metrów na igrzyskach Ameryki Środkowej i Karaibów w 1978 w Medellín.
Na igrzyskach panamerykańskich w 1979 w San Juan zdobył srebrny medal w sztafecie 4 × 100 metrów (sztafeta kubańska biegła w składzie: Lara, Alejandro Casañas, Silvio Leonard i Juan Saborit), a także zajął 6. miejsce w biegu na 100  metrów i 7. miejsce w biegu na 200 metrów. Zwyciężył w sztafecie 4 × 100 metrów  w zawodach pucharu świata w 1979 w Montrealu. Zajął 5. miejsce w finale biegu na 100 metrów i 8. miejsce w finale biegu na 200 metrów na igrzyskach olimpijskich w 1980 w Moskwie, a kubańska sztafeta 4 × 100 metrów z jego udziałem nie ukończyła biegu eliminacyjnego.
Zdobył złoty medal w sztafecie 4 × 100 metrów oraz srebrne medale biegach na 100 metrów i na 200  metrów na igrzyskach Ameryki Środkowej i Karaibów w 1982 w Hawanie. Na igrzyskach panamerykańskich w 1983 w Caracas zdobył srebrny medal w sztafecie 4 × 100 metrów (w składzie: Lara, Leandro Peñalver, Leonard i José Luis Isalgué) oraz brązowy medal w biegu na 100 metrów (za swym rodakiem Peñalverem i Amerykaninem Samem Graddym).
Nie wziął udziału w igrzyskach olimpijskich w 1984 w Los Angeles wskutek ich bojkotu przez Kubę. Na zawodach „Przyjaźń-84” rozgrywanych w Moskwie dla lekkoatletów z państw bojkotujących te igrzyska  zwyciężył w biegu na 100 metrów i zdobył srebrny medal w sztafecie 4 × 100 metrów. Zdobył srebrny medal w biegu na 100 metrów na mistrzostwach Ameryki Środkowej i Karaibów w 1985 w Nassau. Zwyciężył w sztafecie 4 × 100 metrów na igrzyskach Ameryki Środkowej i Karaibów w 1986 w Santiago de los Caballeros, a na mistrzostwach ibero–amerykańskich 1986 w Hawanie zdobył w tej konkurencji srebrny medal.

## Rekordy życiowe
Rekordy życiowe Osvaldo Lary:
- bieg na 100 metrów – 10,11 s (16 lipca 1978, Medellín)
- bieg na 200 metrów – 20,1 s (14 marca 1978, Hawana)